# 鼻子頭 (屏東縣)
鼻子頭，原寫為鼻仔頭，是台灣屏東縣恆春鎮的一個傳統地域名稱，位於該鎮西北半葉與東南半葉的連接地帶。相較於今日行政區，其範圍大致包括南灣里西北半部不含其東北端及西北端及西南端、龍水里東部、山腳里南部邊界地帶中央偏西一小段、大光里東北端。
本地區境內主要聚落為鼻仔頭、田藔仔、柴櫛、馬鞍山，設有恆春國小南灣分校。台灣電力公司第三核能發電廠的東半部位於本地區。

## 歷史
台灣日治初期，鼻子頭地區為一街庄，稱為「鼻仔頭庄」（舊制街庄），隸屬於宣化里。該庄昔日西北及北與山腳庄為鄰，東邊北段與射麻裡庄為鄰，東邊南段及東南邊與鵝鑾鼻庄為鄰，南邊臨巴士海峽，西邊為大樹房庄、龍泉水庄。
1901年（日治明治三十四年）11月11日，全台廢縣廳改設二十廳，該庄隸屬於恆春廳。1904年（明治三十七年）5月1日，該庄編入「恆春區」，隸屬於恆春廳。1909年（明治四十二年）10月25日，全台合併二十廳為十二廳，恆春區改隸屬於阿緱廳。1920年（大正九年）10月1日，全台地方制度大改正，廢十二廳改設五州二廳，該庄改制並雅化為「鼻子頭」大字，隸屬於高雄州恆春郡恆春庄（新制街庄）。1940年（昭和十五年）6月17日，恆春庄改制為恆春街。
戰後恆春街改制為恆春鎮，隸屬於高雄縣，大字亦改制為里。1950年（民國39年）10月1日，高、屏分治，恆春鎮改隸屬於屏東縣。
相較於今日行政區，本地區的範圍大致包括南灣里西北半部不含其東北端及西北端及西南端、龍水里東部、山腳里南部邊界地帶中央偏西一小段、大光里東北端。

## 聚落
本地區發展較早的聚落為鼻仔頭、田藔仔、龍鑾（已消失）、馬鞍山（已遷移），在日治期初期的官方地圖上已有記載。此外，本地區尚有柴櫛聚落。

## 交通
省道台26線是楓港至達仁的幹道，路線呈U字形，目前並未全線通車，其主要通車路段（楓港至港口）經過本地區的鼻仔頭聚落西郊、柴櫛聚落、馬鞍山聚落。由該道路北行可前往恆春鎮恆春市區、車城鄉、枋山鄉，並止於楓港地區的省道台9線路口；南行可前往恆春鎮東南部、滿州鄉東南部，並止於港口地區茶山聚落旁的縣道200甲線終點路口。

## 學校
- 恆春國小南灣分校

## 發電廠
- 台灣電力公司第三核能發電廠（部分）